# Billy Andrade
Billy Andrade (* 25. Januar 1964 in Bristol, Rhode Island) ist ein US-amerikanischer Profigolfer der PGA TOUR.
Er besuchte die Wake Forest University, spielte 1987 im US-amerikanischen Walker-Cup-Team und wurde im selben Jahr Berufsgolfer.
Auf der PGA TOUR gewann Andrade 1991 seine ersten beiden Turniere, 1998 und 2000 folgten zwei weitere Titelgewinne.
Seit 2014 ist er auf der Champions Tour spielberechtigt und hat seither drei Turniersiege, darunter das prestigeträchtige Abschlussturnier, die Charles Schwab Cup Championship gewonnen.

## Private Aktivität
Er engagiert sich zusammen mit seinem Golfkollegen Brad Faxon sehr stark im Wohltätigkeitsbereich und hat schon zahlreiche Auszeichnungen erhalten. Die Billy Andrade/Brad Faxon Charities for Children, Inc. hat bislang über 3 Mio. $ für bedürftige Kinder in Rhode Island und im südlichen Massachusetts bereitgestellt. Alljährlich im Juni findet zu Gunsten dieser Stiftung ein Golfturnier, die CVS Charity Classic im Rhode Island Country Club, statt.
Billy Andrade lebt zusammen mit seiner Frau Jody und den beiden Kindern Cameron and Grace abwechselnd in Augusta, Georgia und in seinem Geburtsort Bristol, Rhode Island.

## Auszeichnungen
- 1999 Charles Bartlett Award (für unselfish contributions to society)
- 2002 Gold Heart Award (von der American Heart Association in Anerkennung der Wohltätigkeit)
- 2002 Ambassador of Golf Award

## PGA Tour Siege
- 1991 (2) Kemper Open,  Buick Classic
- 1998 (1) Bell Canadian Open
- 2000 (1) Invensys Classic at Las Vegas

## Champions Tour Siege
- 2015 Big Cedar Lodge Legends of Golf (mit Joe Durant), Boeing Classic, Charles Schwab Cup Championship

## Andere Turniersiege
- 1987 Rhode Island Open
- 1991 JCPenney Classic (mit Kris Tschetter)
- 1992 Fred Meyer Challenge (mit Tom Kite)
- 1999 Fred Meyer Challenge (mit Brad Faxon)
- 2001 Fred Meyer Challenge (mit Brad Faxon)